# Liste der Baudenkmäler in Weichering
Auf dieser Seite sind die Baudenkmäler in der oberbayerischen Gemeinde Weichering zusammengestellt. Diese Tabelle ist eine Teilliste der Liste der Baudenkmäler in Bayern. Grundlage ist die Bayerische Denkmalliste, die auf Basis des Bayerischen Denkmalschutzgesetzes vom 1. Oktober 1973 erstmals erstellt wurde und seither durch das Bayerische Landesamt für Denkmalpflege geführt wird. Die folgenden Angaben ersetzen nicht die rechtsverbindliche Auskunft der Denkmalschutzbehörde.

## Baudenkmäler nach Ortsteilen

### Weichering
| Lage                                   | Objekt                                                                                   | Beschreibung | Akten-Nr.     | Bild                                                                                     |
| -------------------------------------- | ---------------------------------------------------------------------------------------- | --- | ------------- | ---------------------------------------------------------------------------------------- |
| Am Anger 1 (Standort)                  | Dreiseithof; Bauernhaus                                                                  | ehemaliges Wohnstallhaus, zweigeschossiger Satteldachbau mit Schweifgiebel und Putzgliederung, 1911 unter Einbeziehung eines Vorgängerbaus errichtet, westlich angegliederter Wirtschaftsteil um 1930 umgebaut, später teilweise verändert; anschließendes Wirtschaftsgebäude im Südwesten, zweigeschossiger Satteldachbau, um 1920/30 unter Einbeziehung eines Vorgängerbaus; winkelförmig anschließender erhaltener Teil einer ehem. Wagenhalle mit Scheunengebäude, eingeschossiger Satteldachbau mit Kniestock, gleichzeitig, später teilweise umgebaut | D-1-85-168-16 | Dreiseithof; Bauernhaus                                                                  |
| Ingolstädter Straße 30 (Standort)      | Ehemaliges Mühlengebäude                                                                 | breit gelagerter zweigeschossiger, massiver Satteldachbau, wohl 18. Jahrhundert mit älterem Kern, Veränderungen im 19. und frühen 20. Jahrhundert | D-1-85-168-18 | Ehemaliges Mühlengebäude                                                                 |
| Kapellenplatz 5 (Standort)             | Kapelle St. Antonius                                                                     | Kleiner Bau mit Dachreiter, 1909; mit Ausstattung; an der Stelle der alten Pfarrkirche. | D-1-85-168-2  | weitere Bilder                                                                           |
| Neuburger Straße 2 (Standort)          | Katholische Pfarrkirche St. Vitus                                                        | Monumentaler neuromanischer Klinkerbau mit Sichtbetongliederungen und Vorhalle, flachgedeckte Saalkirche, nach Plänen von Bauamtmann Putz 1901–03 errichtet; mit Ausstattung. | D-1-85-168-1  | weitere Bilder                                                                           |
| Neuburger Straße 8, 8 a (Standort)     | Ehemaliger Ökonomiepfarrhof                                                              | Pfarrhaus, zweigeschossiger Satteldachbau, erbaut 1778 (bezeichnet mit dem Jahr im Dachwerk); ehemaliger Pfarrstadel, wohl spätes 18. Jahrhundert, jetzt zum Pfarrheim und Gemeindesaal ausgebaut. | D-1-85-168-15 | Ehemaliger Ökonomiepfarrhof                                                              |
| Neuburger Straße 10 (Standort)         | Ehemaliges Gasthaus                                                                      | Stattlicher Wohnstallbau mit Steilsatteldach und zweigeschossigem Bodenerker an der Giebelseite, im Kern 17./18. Jahrhundert, im späten 19. Jahrhundert überformt. | D-1-85-168-4  | Ehemaliges Gasthaus                                                                      |
| Neuburger Straße 15 (Standort)         | Ehemaliges Forsthaus                                                                     | Eingeschossiger Satteldachbau mit Zwerchhaus, gegliedert mit Gesimsbändern, um 1911; auf den Resten der Schloßumwallung. | D-1-85-168-13 | Ehemaliges Forsthaus                                                                     |
| Angerschlag; Schwadenwiesen (Standort) | Zwei Grenzsteine der Flur-und-Jagdgrenze zwischen Pfalz-Neuburg und Kurfürstentum Bayern | 17./18. Jahrhundert. | D-1-85-168-14 | Zwei Grenzsteine der Flur-und-Jagdgrenze zwischen Pfalz-Neuburg und Kurfürstentum Bayern |

### Lichtenau
| Lage                      | Objekt                                                            | Beschreibung | Akten-Nr.    | Bild                 |
| ------------------------- | ----------------------------------------------------------------- | --- | ------------ | -------------------- |
| Hauptstraße 13 (Standort) | Katholische Pfarrkirche und Kuratiekirche St. Johannes der Täufer | Saalbau mit Satteldach, von Michael Kurz, 1927, Turm mit Steilsatteldach und Treppengiebel, 14. Jahrhundert; mit Ausstattung. | D-1-85-168-5 | weitere Bilder       |
| Hauptstraße 23 (Standort) | Ehemalige Schule                                                  | Zweigeschossiger Walmdachbau mit Zwerchhaus und Putzgliederung, erbaut 1904.                                                  | D-1-85-168-7 | Ehemalige Schule     |
| Hauptstraße 25 (Standort) | Ehemaliges Pfarrhaus                                              | Ehemaliges Kuratiehaus, zweigeschossiger Walmdachbau, zweite Hälfte 18. Jahrhundert.                                          | D-1-85-168-8 | Ehemaliges Pfarrhaus |

### Rosenschwaig
| Lage                      | Objekt                   | Beschreibung | Akten-Nr.     | Bild                     |
| ------------------------- | ------------------------ | --- | ------------- | ------------------------ |
| Rosenschwaig 1 (Standort) | Ehemaliges Wohnstallhaus | Eingeschossiger Satteldachbau mit südlichem Zwerchgiebel, westlich ehem. Pferdestall mit böhmischem Kappengewölbe, an Haustafel bezeichnet mit dem Jahr 1831, teilweise erneuert; westlich anschließendes weitläufiges, hakenförmiges Ökonomiegebäude, eingeschossiger Satteldachbau mit Kniestock, Ziegelmauerwerk, verputzt, mit ehemaligen Stallungen, Heuboden, Tenne und Lagerräumen, im südlichen Teil mit Lagerkellern, bezeichnet mit dem Jahr 1900. | D-1-85-168-10 | Ehemaliges Wohnstallhaus |
| Unteranger (Standort)     | Hofkapelle               | Kleiner Satteldachbau mit Apsis und umlaufendem Rundbogenfries, Eingang mit Festonsgehänge, Anfang 19. Jahrhundert; mit Ausstattung. | D-1-85-168-11 | Hofkapelle               |

### Schornreut
| Lage                    | Objekt                | Beschreibung | Akten-Nr.     | Bild                  |
| ----------------------- | --------------------- | --- | ------------- | --------------------- |
| Schornreut 1 (Standort) | Ehemaliges Bauernhaus | Eingeschossiger Bau mit Schweifgiebel nach Westen, bezeichnet mit dem Jahr 1714, jedoch wohl erst Ende 18. Jahrhundert. | D-1-85-168-12 | Ehemaliges Bauernhaus |

## Abgegangene Baudenkmäler
In diesem Abschnitt sind Objekte aufgeführt, die früher einmal in der Denkmalliste eingetragen waren, jetzt aber nicht mehr existieren, z. B. weil sie abgebrochen wurden. Aktennummern in diesem Abschnitt sind ehemalige, jetzt nicht mehr gültige Aktennummern.

| Lage                             | Objekt                | Beschreibung | Akten-Nr.    | Bild |
| -------------------------------- | --------------------- | --- | ------------ | ---- |
| Weichering Am Anger 9 (Standort) | Ehemaliges Bauernhaus | Eingeschossiger Wohnstallbau, mit Resten farbiger Architekturmalerei an der Giebelfassade, weitgehend neu erbaut um 1790 (bezeichnet mit dem Jahr im Dachwerk). | D-1-85-168-3 | BW   |